# 钟天华
钟天华（1962年—），浙江杭州人，汉族，中华人民共和国政治人物、第十二届全国人民代表大会浙江地区代表。現任阿里巴巴集团副总裁。

## 經歷
毕业于上海交通大学工商管理专业。加入中国共产党。
早年曾在杭州市电信局、浙江省邮电职工学校任职。2006年，被任命为中国移动通信集团浙江有限公司党组书记、董事长、总经理。2013年8月，接替徐龙擔任中国移动通信集团廣東有限公司党组书记、董事长、总经理；2015年8月離職。
2013年，被选为全国人大代表。
2016年，任阿里巴巴集团副总裁。

## 榮譽
- 2009年，获“中央企业劳动模范”称号[1]。